# Molécula triatómica

Dióxido de carbono

Las moléculas triatómicas son moléculas compuestas por tres átomos, ya sean del mismo elemento químico o de diferentes. Algunos ejemplos son el H2O, el CO2 (en la imagen), el HCN, el O3 (ozono) y el NO2.

## Vibraciones moleculares
Los modos de vibración de una molécula triatómica pueden determinarse en casos específicos.

### Moléculas lineales simétricas
Una molécula lineal simétrica ABA puede realizar:
- Vibraciones longitudinales antisimétricas con frecuencia

{\displaystyle \omega _{a}={\sqrt {\frac {k_{1}M}{m_{A}m_{B}}}}}
- Vibraciones longitudinales simétricas con frecuencia

{\displaystyle \omega _{s1}={\sqrt {\frac {k_{1}}{m_{A}}}}}
- Vibraciones transversales simétricas con frecuencia

{\displaystyle \omega _{s2}={\sqrt {\frac {2k_{2}M}{m_{A}m_{B}}}}}
En las fórmulas anteriores, «M» es la masa total de la molécula, «mA» y «mB» son las masas de los elementos A y B, «k»1 y «k»2 son las constantes elásticas de la molécula a lo largo de su eje y perpendicular a él.

## Tipos

### Homonuclear

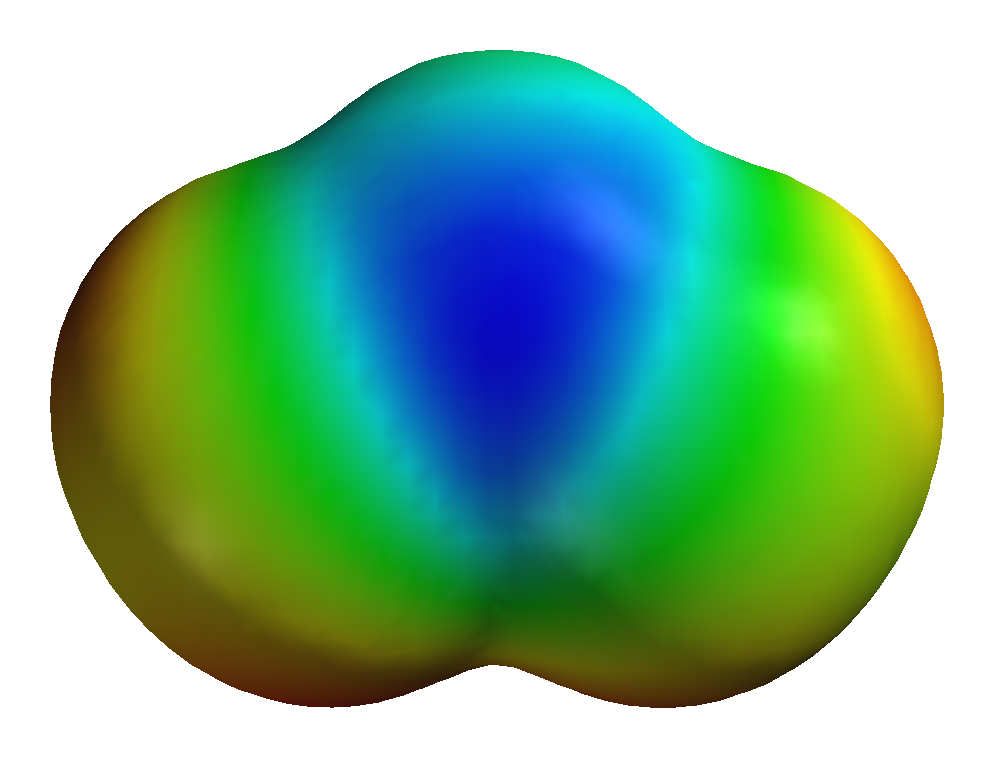
Ozono, O_{3}

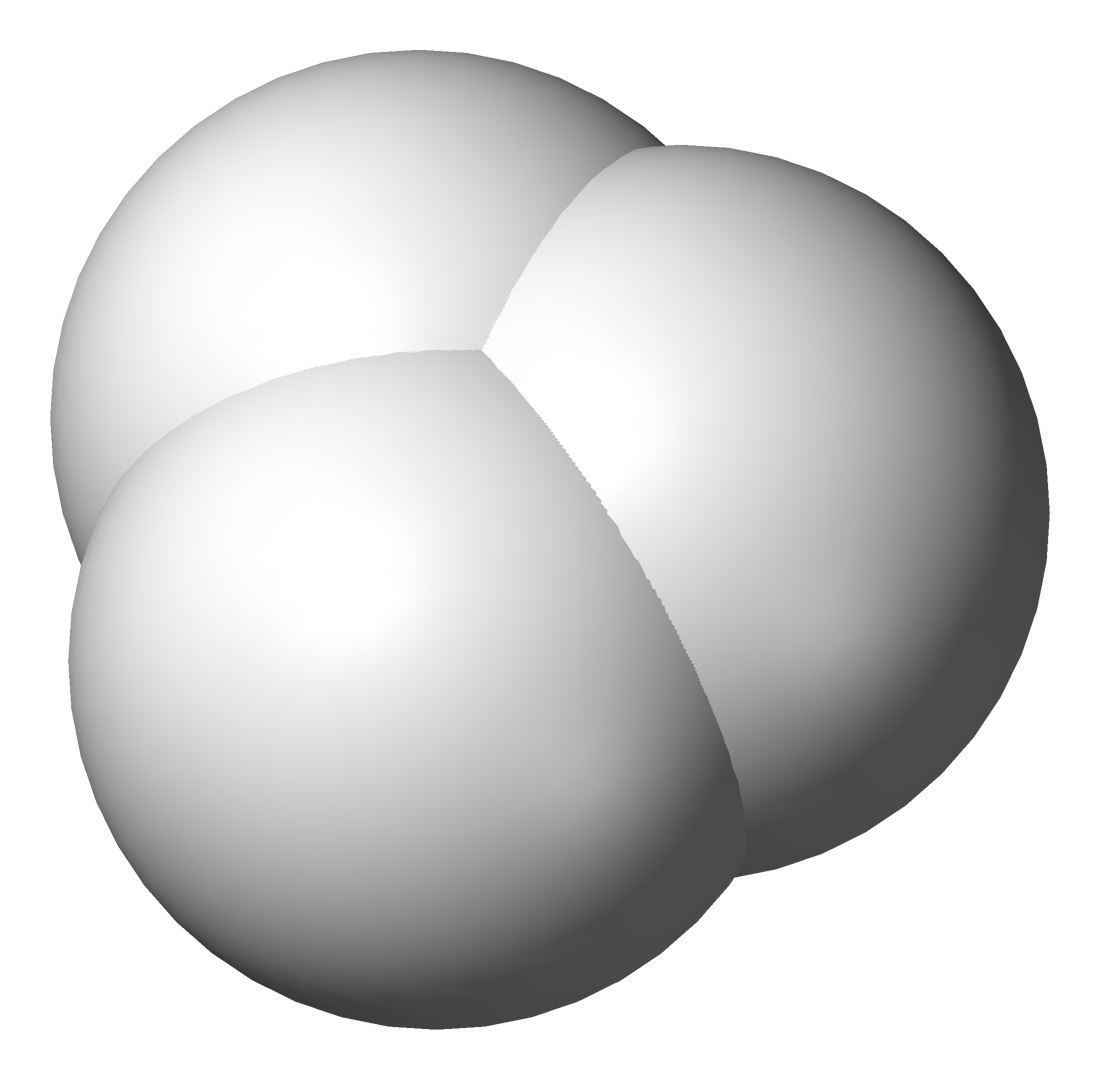
Catión trihidrógeno, H_{3}^{+}

Las moléculas triatómicas homonucleares contienen tres átomos del mismo tipo. Esa molécula será un alótropo de ese elemento.
El ozono, O3, es un ejemplo de molécula triatómica con todos los átomos iguales. El hidrógeno triatómico, H3, es inestable y se descompone espontáneamente. H3+, el catión trihidrógeno, es estable por sí mismo y es simétrico. 4He3, el trímero de helio, solo está débilmente unido por la fuerza de van der Waals y se encuentra en un estado de Efimov. El trisulfuro (S3) es análogo al ozono.

## Geometría
Todas las moléculas triatómicas pueden clasificarse según posean una geometría lineal, curvada o cíclica.

### Lineal
Las moléculas triatómicas lineales deben su geometría a sus átomos centrales hibridados «sp» o «sp3d». Entre las moléculas triatómicas lineales más conocidas se encuentran el dióxido de carbono (CO2) y el cianuro de hidrógeno (HCN).
El difluoruro de xenón (XeF2) es uno de los raros ejemplos de molécula triatómica lineal que posee pares de electrones no enlazados en el átomo central.